# A Cinderella Story
Chuyện nàng Lọ Lem (tiếng Anh: A Cinderella Story) là một phim hài lãng mạn dành cho tuổi teen với các diễn viên Hilary Duff và Chad Michael Murray do Leigh Dunlap viết kịch bản. Bộ phim này kể về thời hiện đại chuyển thể từ câu truyện cổ điển về nàng Lọ Lem, nội dung phim liên quan đến một chiếc điện thoại di động bị thất lạc, chứ không phải là chiếc hài bằng thủy tinh truyền thống. Được Mark Rosman đạo diễn, bộ phim còn có các diễn viên khác như Jennifer Coolidge, Dan Byrd, Regina King, Julie Gonzalo và Lin Shaye. Một số bài hát nổi bật trong phim gồm có "Now You Know", do Kara DioGuardi soạn và biểu diễn và Our Lips Are Sealed do Hilary và Haylie Duff hát lại. Bài hát chính của bộ phim do Hilary Duff trình bày. Bộ phim nhận được rất nhiều lời chê bai từ những nhà phê bình, nhưng vẫn thành công về doanh thu tại các rạp chiếu phim với lợi nhuận 66 triệu USD trên toàn cầu.

## Diễn viên
- Hilary Duff vai Samantha "Sam" Montgomery
- Chad Michael Murray vai Austin Ames
- Jennifer Coolidge vai Fiona
- Dan Byrd vai Carter Farrell
- Regina King vai Rhonda
- Julie Gonzalo vai Shelby Cummings
- Madeline Zima vai Brianna
- Andrea Avery vai Gabriella
- Lin Shaye vai Mrs. Wells
- Whip Hubley vai Hal Montgomery
- Kevin Kilner vai Andy Ames
- Brad Bufanda vai David
- John Billingsley vai Mr. Rothman
- Mary Pat Glevaion vai Eleanor
- Hannah Robinson vai Sam lúc trẻ
- Rory Thost vai Carter lúc trẻ
- Carlie Westerman vai Brianna lúc trẻ
- Lilli Babb vai Gabriella lúc trẻ